# Шестернин Борис Ілліч
Борис Ілліч Шестернин (13.08.1919 — 14.12.2011) — штурман ланки 20-го гвардійського авіаційного полку 3-ї гвардійської авіаційної дивізії 3-го гвардійського авіаційного корпусу авіації дальньої дії. Герой Радянського Союзу.

## Біографія
Народився 13 серпня 1919 року в селі Путилово нині Кіровського району Ленінградської області в сім'ї службовця. Член ВКП(б)/КПРС з 1944 року. В 1937 році закінчив десять класів Путилівської середньої школи, в 1939 році — два курса Ленінградського суднобудівного технікуму.
У 1939 році був призваний до лав Червоної Армії. У 1940 році закінчив Чкаловське військове авіаційне училище, в 1942 році — Рязанську військову офіцерську авіаційну школу. У боях Великої Вітчизняної війни з листопада 1942 року.
На бойовому рахунку Бориса Шестернина — аеродроми, мости, ворожі ешелони, залізничні станції. Він брав участь в одному з перших масованих нальотів на Берлін, бомбив аеродроми, ворожі ешелони, залізничні станції, мости, військові заводи, укріпрайони, займався повітряною розвідкою.
До вересня 1944 року штурман ланки 20-го гвардійського авіаційного полку 3-ї гвардійської авіаційної дивізії 3-го гвардійського авіаційного корпусу авіації дальньої дії, гвардії старший лейтенант Борис Шестернин зробив 176 бойових вильотів вночі на бомбардування військових об'єктів у глибокому і близькому тилу ворога, скупчень його військ.
Указом Президії Верховної Ради СРСР від 5 листопада 1944 року за зразкове виконання бойових завдань командування по знищенню живої сили і техніки противника і проявлені при цьому мужність і героїзм гвардії старшому лейтенанту Шестернину Борису Іллічу присвоєно звання Героя Радянського Союзу з врученням ордена Леніна і медалі «Золота Зірка».
За всю війну Борис Шестернин здійснив 283 бойових вильотів, брав участь в обороні Москви, штурмі Кенігсберга, Будапешта, Праги, Берліна, брав участь в операції по звільненню міста Харкова.
Після війни продовжував службу в армії. У 1952 році закінчив вищу офіцерську льотно-тактичну школу командирів частин дальньої авіації.
З 1960 року полковник Борис Шестернин — в запасі. Жив у Харкові. З 1960 по 1962 рік працював начальником штабу цивільної оборони Харківського трамвайно-тролейбусного управління, з 1962 по 1969 рік — начальником штабу Харківського міського комунального господарства, з 1969 по 1974 рік — заступником начальника служби управління комунального обслуговування Харківського міськвиконкому, з 1974 по 1981 рік — начальником відділу кадрів харківського метрополітену.
З 1981 року — на пенсії. Помер 14 грудня 2011 року. Похований у місті Харків на кладовищі № 2.

Меморіальна дошка у Харкові

Нагороджений орденами Леніна, Червоного Прапора, двома орденами Вітчизняної війни 1-го ступеня, двома орденами Червоної Зірки, медалями.

## Пам'ять
- В місті Харків на будинку, в якому жив Шестернин, встановлена меморіальна дошка[1].
- Його ім'я викарбуване на плиті Меморіальний комплексу на честь воїнів-авіаторів 13-ї Гвардійської авіаційної дивізії у Полтаві.